# En milliard træer
En milliard træer er en instruktionsfilm fra 1949 instrueret af Carl Otto Petersen efter manuskript af Harald Skodshøj.

## Handling
En instruktionsfilm, der dels skal støtte læplantningsarbejdet i udsatte egne af Jylland og dels skal vise, hvorledes den rigtige læplantning foregår. Filmen begynder med at vise forskellige typiske jyske landskaber gennemtrukket af hegn, hvorefter man ser de mest udbredte læhegnstyper. Efter en skildring af planternes vækst i planteskolerne går den over til at vise selve plantebehandlingen og plantningen, og endelig viser den konsekvenserne af dårlige og gode hegn.